# Corso Giuseppe Garibaldi (Nuoro)

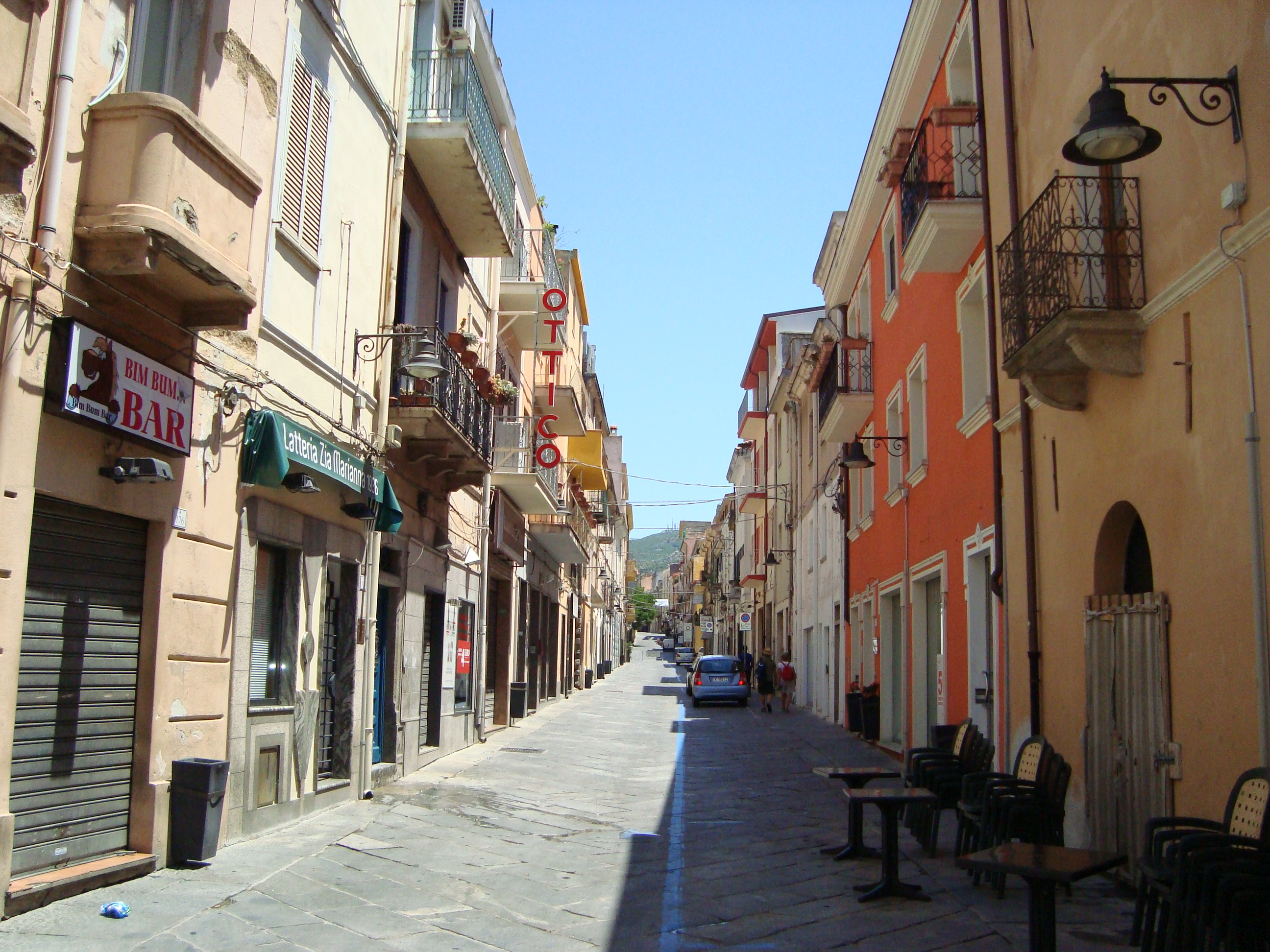
Una veduta del corso Garibaldi

Il corso Giuseppe Garibaldi, chiamato dai nuoresi il Corso o corso Garibaldi, è la via principale di Nuoro ma anche l'antica via Majore. Parte dalla chiesa della Madonna delle Grazie Nuove e termina presso la via Roma e la via Aspromonte. È la via più trafficata dai nuoresi e dai turisti per via delle attività commerciali e dei bar presenti. Qui si trova lo storico Caffè Tettamanzi (l'antico Bar Majore). La pavimentazione del corso è antica (la stessa che c'è ancora oggi). In una via dietro il corso (la via Sebastiano Satta) si trova il Museo d'arte della provincia di Nuoro. Superato il Caffè Tettamanzi, viene intersecata la via Giovanni Maria Anjoy dal quale si scende da piazza Sebastiano Satta, la piazza più antica di Nuoro. Dal 2013 al 2020 era attiva la ZTL; i veicoli potevano passare solo quando il varco era aperto. A partire dal 2020 il Corso è diventato area pedonale. Il 15 agosto 2016 viene inaugurata la nuova statua di Grazia Deledda, situata in cima al corso.
Salvatore Satta l'ha descritta così: «Il Corso si stendeva con una lieve pendenza dalla piazza di San Giovanni, dove era il mercato, al Ponte di Ferro: a metà, prima di una grande curva, e dopo la piazzetta della barandilla, c'era un tratto pianeggiante sul quale si affacciavano le case di pretesa, quella del Registro che Don Sebastiano aveva comprato per affittarla, quella di Bertini, uno dei continentali che trasformavano le pietre in oro, e finivano col sardizzarsi […], quella di Tettamanzi, altro continentale, ma di cui non si serbava ricordo che nel nome del caffè, al piano terreno. Era un caffè grazioso, con piccole salette orlate di divani rossi, come, salvando il rispetto, i caffè di Venezia».

## Galleria d'immagini

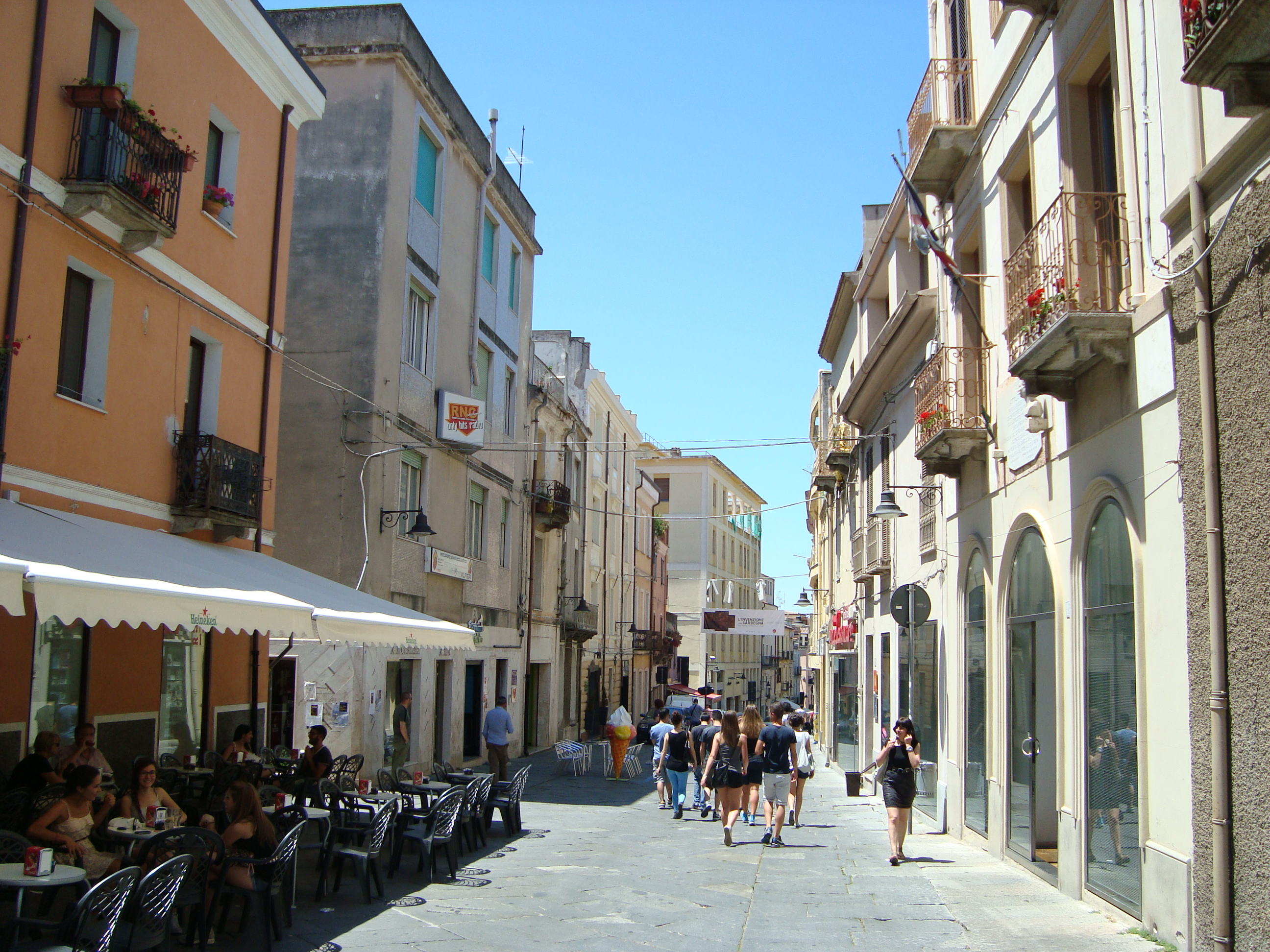
Un'altra veduta del corso Garibaldi
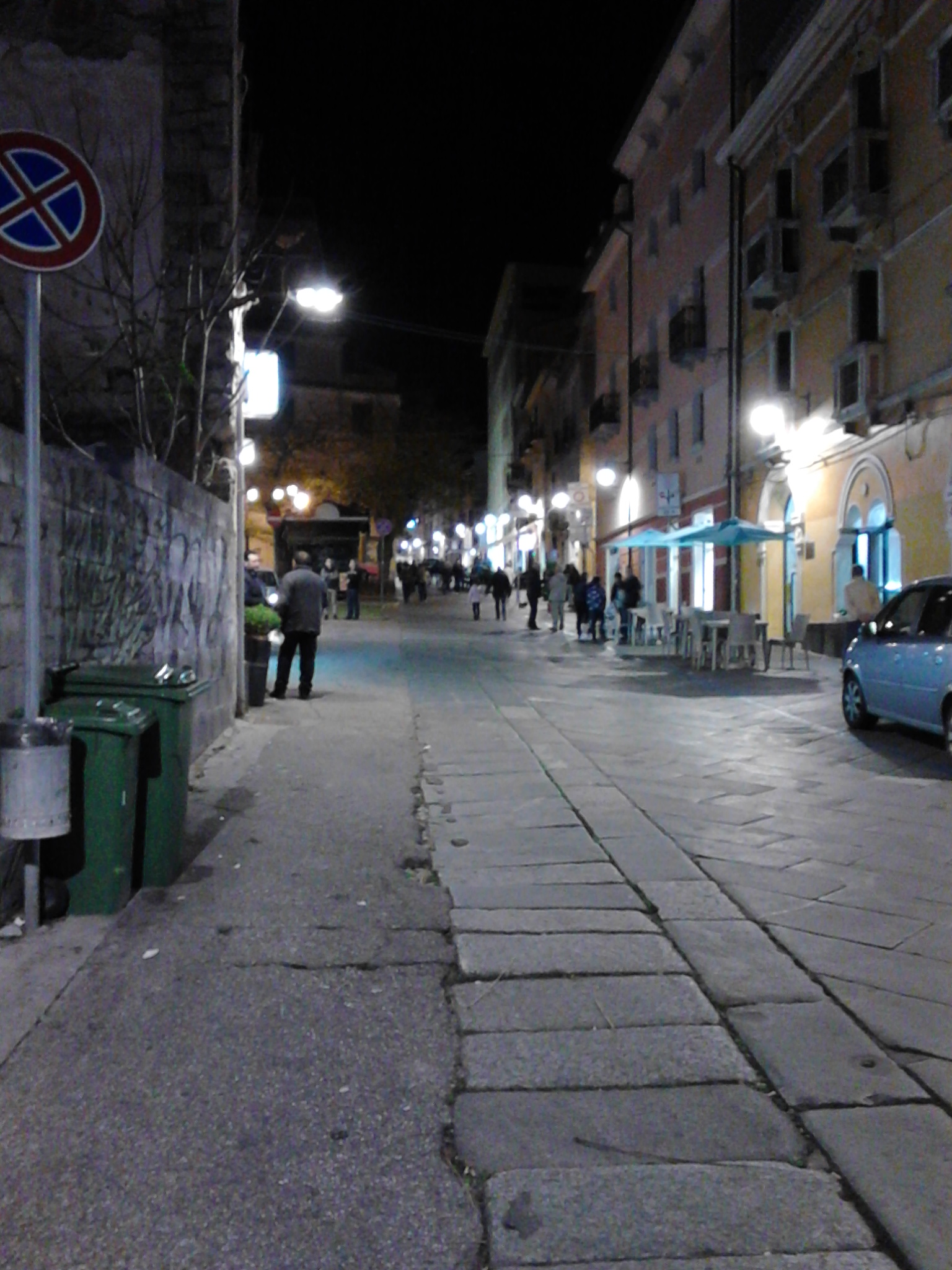
Una veduta notturna
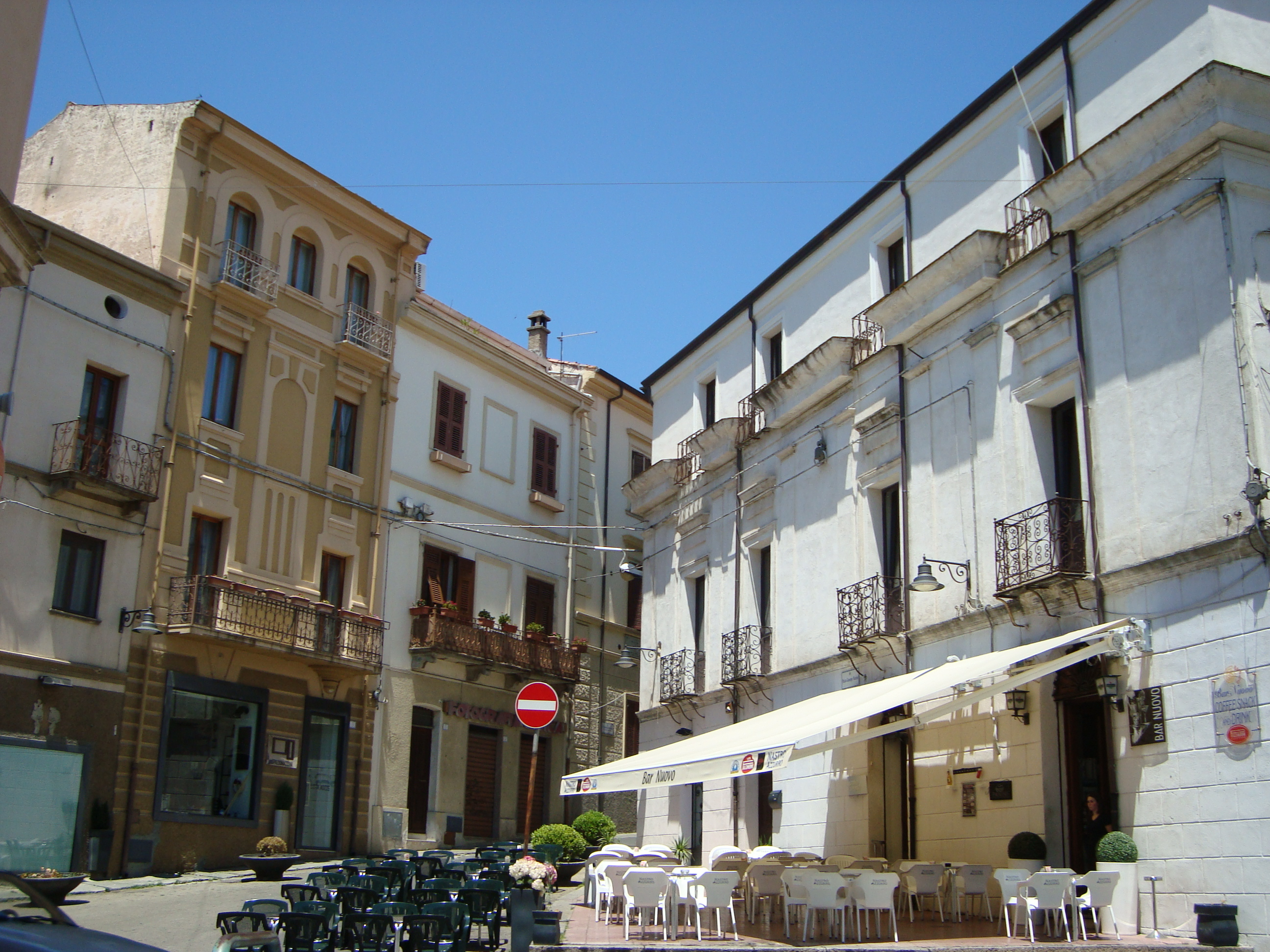
L'incrocio con piazza Mazzini e via Giovanni Maria Angioy, da dove si scende venendo da piazza Sebastiano Satta
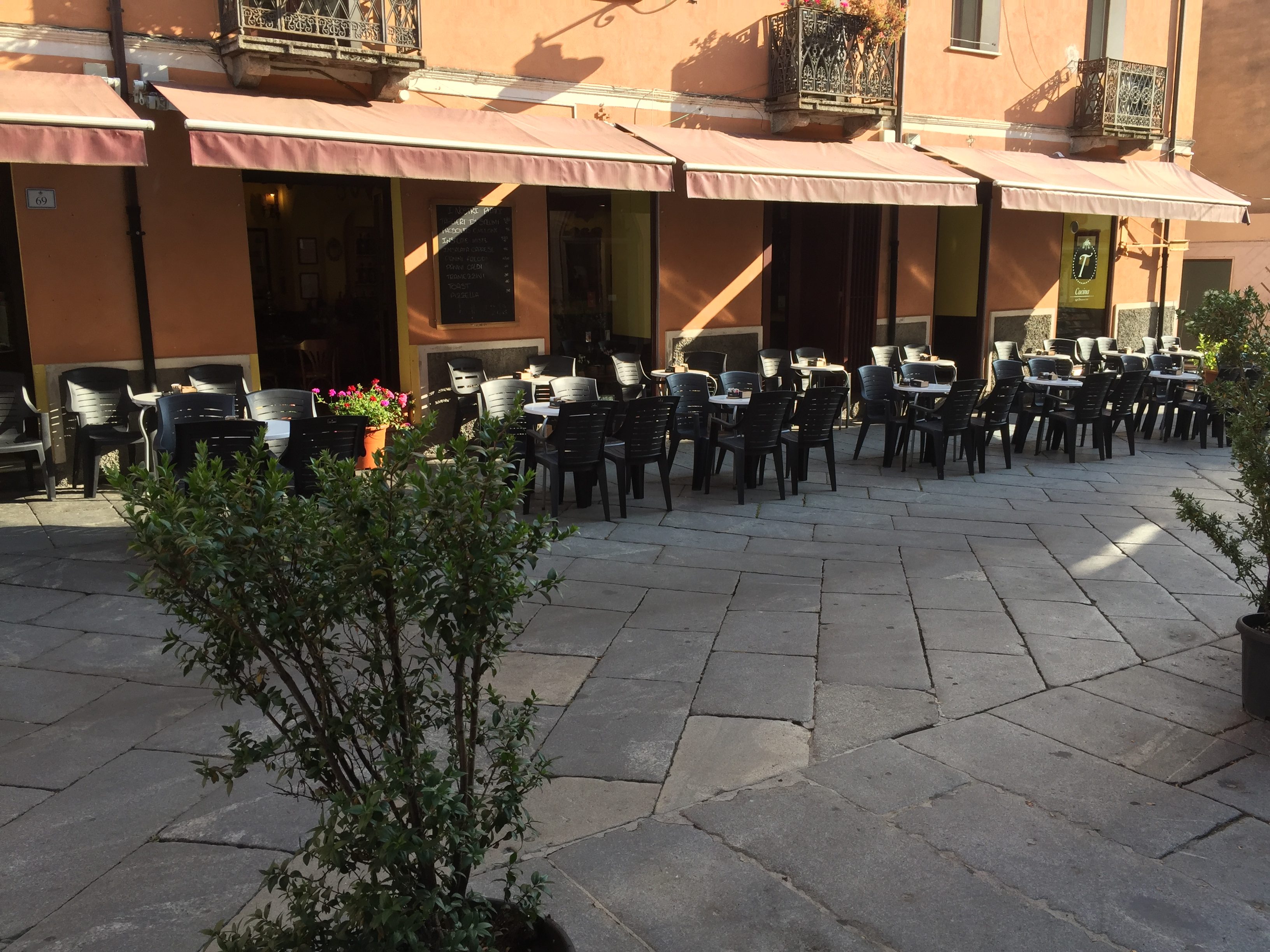
Lo storico Caffè Tettamanzi